# 馬耀與烏納克
馬耀（Majau）與烏納克（Unak/Onak），是台灣阿美族神話中的兩位神祇，最後變成了星星。

## 身世
馬耀和烏納克兩人是神族系譜中第十四代神明，她的母親是Rgos rinamay/Rogats renamai、父親是Kakacawan/ Kakacauan/Kakalawan，弟妹則為Pirikarau/Pilkalawan（次子）、Marokirok（次女）以及Ro'kitan/Arokitau（么子）。

## 傳說

### 惡靈的起源
傳說wakah跟Karish的Avoavorojau是仇敵，雙方曾帶領彼此的部落族人多次征戰，有一次，Avoavorojau帶領部落裡的年輕人再度進攻wakah，但被wakah反過來擊敗、頭被砍下來、年輕人也被消滅殆盡，據說當時一起參加的還有Tabay、Tsalau、Dokoi、Olam、Looh、烏納克（Unak）、Ro'kitan/Arokitau、Kakalawan、馬耀（Majau）等神靈。

### 馘首的起源

#### 馬太鞍部落版本
Kakacawan和Rgos rinamay育有二子馬耀（Majau）與烏納克。一日，伯父Ro'kitan/Arokitau帶著馬耀和烏納克去打獵，伯父要其子去汲水，但那兄弟始終因為水濁而未取到水。後來，伯父要兄弟去抓出弄濁水的人並取其首級。兄弟依言行事卻發現獵到的是自己伯父的頭。回家後，母親生氣不已，要兒子們出草獵人頭來贖罪，然而獵首後的敵首祭上，因人頭的美醜問題下，兄弟倆紛紛成為了星星。

#### 太巴塱部落版本
與馬太鞍的版本差距不大，僅有：Kakacawan和Rgos rinamay變為Lona Awau和Toppalu Tsun，以及遭取首級者並非伯父，而是親父。

#### 東河部落版本
某日，兄弟倆前去出草布農族並拿人頭回到家裡，然而卻因人頭的美醜而惱羞成怒，兄抓傷其弟後，昇天成為太陽；弟帶傷成為月亮，故月亮上有疤痕。